# Spathantheum
Spathantheum, monotipski rod gomoljastih geofita iz porodice kozlačevki dio tribusa Spathicarpeae, potporodica Aroideae. 
Jedina vrsta je S. orbignyanum iz Bolivije, Perua i Argentine

## Sinonimi
- Gamochlamys Baker; Gard. Chron. 164 (1876)
- Gamochlamys heterandra Baker; Gard. Chron., n.s., 5: 164 (1876)
- Spathantheum fallax Hett., Ibisch & E.G.Gonç.; Brittonia 55: 39 (2003)
- Spathantheum heterandrum (Baker) N.E.Br.; Gard. Chron. (1883) II. 70
- Spathantheum heterandrum Baill.; Hist. des pl. 13: 471 (1895)